# Theresa Garnett

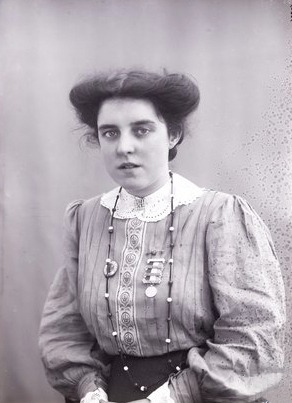
Theresa Garnett, 1909

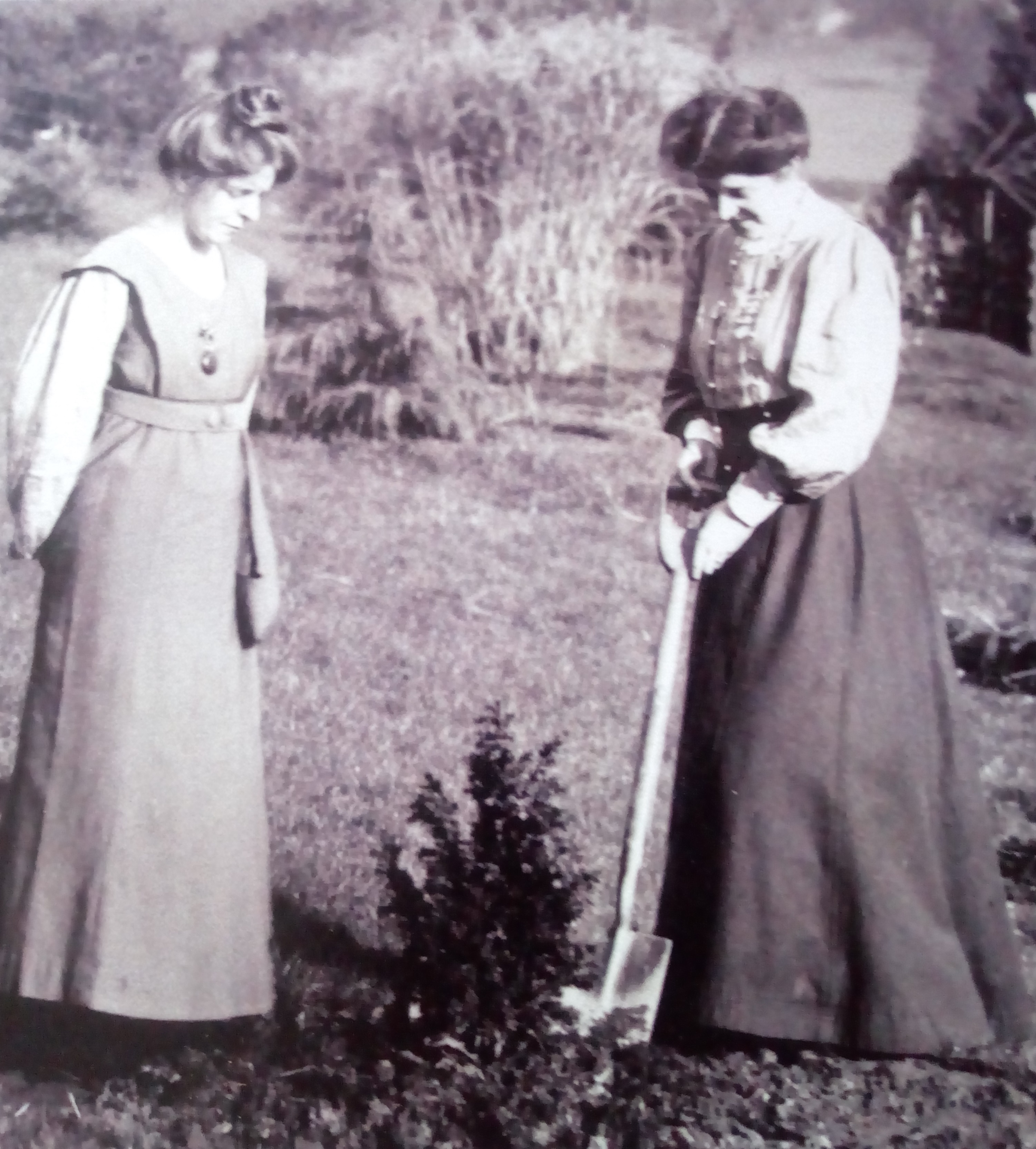
Theresa Garnett und Annie Kenney im Garten von Eagle House, 1909

Frances Theresa Garnett (* 17. Mai 1888 in Leeds, West Yorkshire; † 24. Mai 1966 im Whittington Hospital, London Borough of Islington, London) war eine englisch-britische Suffragette.

## Leben
Garnett als Tochter von Joshua Garnett und Frances Theresa Garnett, geborene Armstead, geboren. Die Mutter starb drei Wochen nach der Geburt im West Riding Pauper Lunatic Asylum in der Nähe von Wakefield an einer postpartalen Psychose. Garnett wuchs bei ihren Großeltern väterlicherseits auf, besuchte eine Klosterschule und arbeitete später eine Zeit lang als Lehrerin.
Im Jahr 1907 trat sie der Women’s Social and Political Union (WSPU) bei, nachdem sie durch eine Rede von Adela Pankhurst inspiriert worden war. Im April 1909 erregte sie Aufsehen, indem sie mit einer Trillerpfeife herumlief, bevor sie sich zusammen mit vier anderen Aktivistinnen, darunter Bertha Quinn, Margery Humes und Sylvia Russell, an eine der Statuen von männlichen Würdenträgern in der zentralen Lobby der Houses of Parliament kettete, um gegen ein Gesetz zu protestieren, das genau dies verbot – ungebührliches Verhalten im Palast von Westminster, wenn das Parlament tagte. Sie wurden nicht angeklagt.
Im Juni 1909 wurden Garnett und Lillian Dove-Willcox bei einem weiteren Versuch, das Unterhaus zu stürmen, verhaftet und wegen Angriffs auf einen Wärter während der Untersuchungshaft im Holloway Prison zu einer zehntägigen Haftstrafe verurteilt.
Im August 1909 wurde Garnett unter dem Namen „Annie O'Sullivan“ verurteilt, nachdem sie an einer Demonstration in Liverpool auf dem Dach der Sun Hall teilgenommen hatte, in der der liberale Minister Richard Haldane eine Versammlung abhielt. Sie wurde im Walton Prison inhaftiert, trat in den Hungerstreik und wurde am 26. August freigelassen.
Am 7. November 1909 wurde sie nach Eagle House, das Haus von Emily und Mary Blathwayt in Batheaston in Somerset eingeladen. Eagle House war wegen seiner Unterstützung für die Bewegung auch als „Suffragette’s Rest“ bekannt. Wie andere Suffragetten wurde Garnett eingeladen, im Garten von Eagle House, Annie’s Arboretum genannt, einen Baum zu pflanzen, um ihrem Einsatz für ihre Sache zu gedenken. Garnett pflanzte eine Europäische Eibe, und zur Erinnerung wurde eine Bleiplatte angebracht.
Eine Woche später, am 14. November 1909, griff Garnett Winston Churchill am Bahnhof Bristol Temple Meads mit einer Hundepeitsche an und verletzte ihn im Gesicht. Sie wurde verhaftet und wegen Störung des öffentlichen Friedens zu einem Monat Gefängnis im Bristol Prison verurteilt. Churchill selbst erstattete keine Anzeige wegen des Angriffs. Sie trat in einen Hungerstreik, wurde zwangsernährt, versuchte, ihre Zelle in Brand zu stecken, und beendete ihre Haftzeit im Krankenhaus. Für ihre Aktionen erhielt sie wie andere Suffragetten von der WSPU eine Brosche für ihre Inhaftierung und die sogenannte „Hungerstreikmedaille“ For Valour. 1910 wurde sie Organisatorin der WSPU in Camberwell, London verließ die Gewerkschaft aber nach Meinungsverschiedenheiten über die Brandstiftungskampagne der WPSU.
Während des Ersten Weltkriegs arbeitete sie als Krankenschwester im Royal London Hospital und diente an der Westfront in Frankreich mit der Civil Hospital Reserve und wurde für ihren „tapferen und hervorragenden Dienst im Feld“ ausgezeichnet.
Auch nach dem Krieg stand sie der feministischen Bewegung weiterhin positiv gegenüber. Sie schloss sich zusammen mit der Mitsuffragette Charlotte Marsh der Six Point Group an, die ihr später ein Vermächtnis hinterließ.
Garnett wurde 1960 ehrenamtliche Redakteurin des Bulletins der Women’s Freedom League und pflegte den Kontakt mit der Suffragette Fellowship.
Garnett starb 1966.